# Lund
Lund je město v jižním Švédsku, v provincii Skåne. Město bylo založeno v roce 990 a brzy se stalo křesťanským centrem pro celou severní Evropu. Ve městě se nachází katedrála postavená již v roce 1103. Významná je také zdejší univerzita (založená již v roce 1666), která je dnes jednou z největších vzdělávacích a výzkumných institucí ve Skandinávii.
Jde o jedenácté největší město ve Švédsku.

## Historie
Spolu se Sigtunou jde o nejstarší město současného Švédska. V době svého založení (asi kolem roku 990) ale patřil Dánsku a pod švédskou správu přešel teprve roku 1658.
Původ města není zcela jasný. Do roku 1980 panovalo přesvědčení, že město bylo založeno kolem roku 1020 Svenem I. Dánským (zvaným Sven Vidlí vous) nebo jeho synem Knutem Velikým. Nedávné archeologické objevy však naznačují, že první osídlení se datuje cca do roku 990, a bylo způsobeno pravděpodobně přesídlením osadníků z Uppåkry (obec ležící JZ od Lundu). Počátky Uppåkry pak sahají až do 1. st. př. n. l. Důvodem přemístěním byla lepší poloha. Založení Lundu je obecně považováno za součást vzniku sjednoceného Dánského království.
Roku 1048 se stalo město sídlem biskupa a posléze roku 1103 arcibiskupa. V témže roce byla založena zdejší katedrála. Ještě dříve (roku 1085) byla Knutem Svatým založena Katedrální škola (Katedralskolan). Jde o nejstarší školu ve Skandinávii a jednu z nejstarších v severní Evropě. Dodnes je vyhlášenou institucí. V tomto období bylo vůbec postaveno mnoho církevních staveb (odhaduje se, že v době největšího rozmachu města se zde nacházelo 27 kostelů). Lundská katedrála se může pochlubit mimo jiné i orlojem dokončeným v roce 1380. S příchodem reformace v 1536 ale byla většina kostelů a klášterů zničena. Přežila pouze katedrála (Domkyrkan) a Klášterní kostel (Klosterkyrkan).

## Ekonomika a průmysl
Lund je označován coby „Město nápadů“. Má dlouhou tradici podpory výzkumu, z tohoto města pochází řada inovací a taktéž dnes již mezinárodně známých firem (jako například Tetra Pak, Sony Ericsson, ST Gambro, Alfa Laval, Astra Zeneca).

### Automobilová doprava
Do Lundu je možné přijet po dálnici E22, rychlostní komunikaci R16 (Riksväg 16) nebo po vedlejší silnici 108 (Länsväg 108). Dálnice E22 vede mezi Lundem a Malmö. Byla postavena v roce 1953 a jde o nejstarší dálnici ve Švédsku. Byla původně postavena po obvodu, postupným rozrůstáním města se ale stala jeho součástí.

### Cyklistika
Podobně jako v mnoha jiných švédských a dánských městech je i zde cyklistika velmi rozšířena a místní samosprávou podporována. Kromě cyklistických tras jsou k dispozici četná „parkovací místa“ a stanice pro dohuštění kol (zdarma). Až 43 % cest v Lundu se uskuteční na kole, zejména studenti často volí jako dopravní prostředek kolo. Lund buduje a rozšiřuje cyklostezky již od roku 1985. [chybí lepší zdroj]

### Autobusová doprava
Místní i regionální dopravu v Lundu provozuje společnost Skånetrafiken. Do okolních měst a vesnic jezdí žluté autobusy, které odjíždějí ze tří hlavních nástupišť: od vlakového nádraží, univerzitní nemocnice a autobusy směrem do Malmö zpravidla odjíždějí z malého autobusového nádraží z náměstí blízko ulice Bankgatan. Místní autobusy (stadsbussar) mají zelenou barvu a jezdí po starém centru města proti směru hodinových ručiček, spojují vlakové nádraží s klíčovými místy, jako je katedrála a městská knihovna, a pak se vydávají v různých směrech na předměstí Lundu.

### Tramvajová doprava
Návrh na zavedení tramvajové dopravy se poprvé objevil v roce 1905. Nikdy však nebyl realizován. O sto let později (2009) se opět o tom začalo uvažovat. O rok později byl předložen návrh na zavedení tramvajové dopravy v Lundu (včetně okolních obcí Dalby, Staffanstorp a Södra Sandby), první fáze byla dokončena v prosinci roku 2020. 

### Železniční doprava
Lund leží na trati Malmö – Stockholm od roku 1857. V současné době existuje přímé vlakové spojení do Kodaně přes most Öresund, které provozují společně Danske Statsbabaner (DSB) a Skånetrafiken .

### Letecká doprava
Díky vlakovému spojení s Kodaní (cca 35 min.) je hojně využíváno letiště Kastrup. V blízkosti se taktéž nachází letiště Malmö-Sturup, jež slouží především pro vnitrostátní lety. Rovněž ho ale využívají některé nízkonákladové společnosti (např. Wizz Air). Do září 2010 tak z tohoto letiště bylo spojení i do Prahy.

## Členění města

členění města

Město je rozčleněno na 14 správních obvodů.
- Centrala staden – středověké centrum města
- Gunnesbo – přičleněno roku 1980
- Järnåkra-Nilstorp
- Klostergården – přičleněno roku 1963
- Kobjer
- Linero – přičleněno roku 1969
- Möllevången
- Norra Fäladen – přičleněno roku 1967
- Norra Nöbbelöv – přičleněno roku 1973
- Tuna
- Vallkärratorn-Stångby
- Värpinge – přičleněno roku 1992
- Väster
- Östra Torn-Mårtens fälad

## Osobnosti města
- Samuel von Pufendorf (1632–1694), německý právník a historik
- Elias Magnus Fries (1794–1878), ekonom, botanik a mykolog
- Arvid Ahnfelt (1845–1890), literární historik
- August Strindberg (1849–1912), spisovatel, dramatik a malíř
- Johannes Rydberg (1854–1919), fyzik
- Ivar Wickman (1872–1914), lékař
- Carl Wilhelm Oseen (1879–1944), fyzik
- Sune Karl Bergström (1916–2004 biochemik, nositel Nobelovy ceny
- Torsten Hägerstrand (1916–2004), geograf
- Kai Siegbahn (1918–2007), fyzik, nositel Nobelovy ceny
- Max von Sydow (1929–2020), herec
- Per Wahlöö (1926–1975), spisovatel
- Lars Valter Hörmander (1931–2012), matematik
- Ingvar Carlsson (* 1934), politik a premiér
- Sven Nordqvist (*1946), spisovatel
- Vladimír Oravský (* 1947), spisovatel, dramatik, filmový a divadelní režisér
- Ulf Kristersson (* 1963), politik a premiér
- Mikael Håfström (* 1966), filmový režisér a scenárista
- Magnus Gustafsson (* 1967), bývalý tenista
- Joachim Johansson (* 1982), tenista
- Linus Thörnblad (* 1985), skokan do výšky

## Partnerská města
- Dalvík, Island
- Greifswald, Meklenbursko-Přední Pomořansko, Německo
- Hamar, Norsko
- León, Nikaragua
- Nevers, Francie
- Porvoo, Finsko
- Viborg, Dánsko
- Zabrze, Polsko

## Galerie

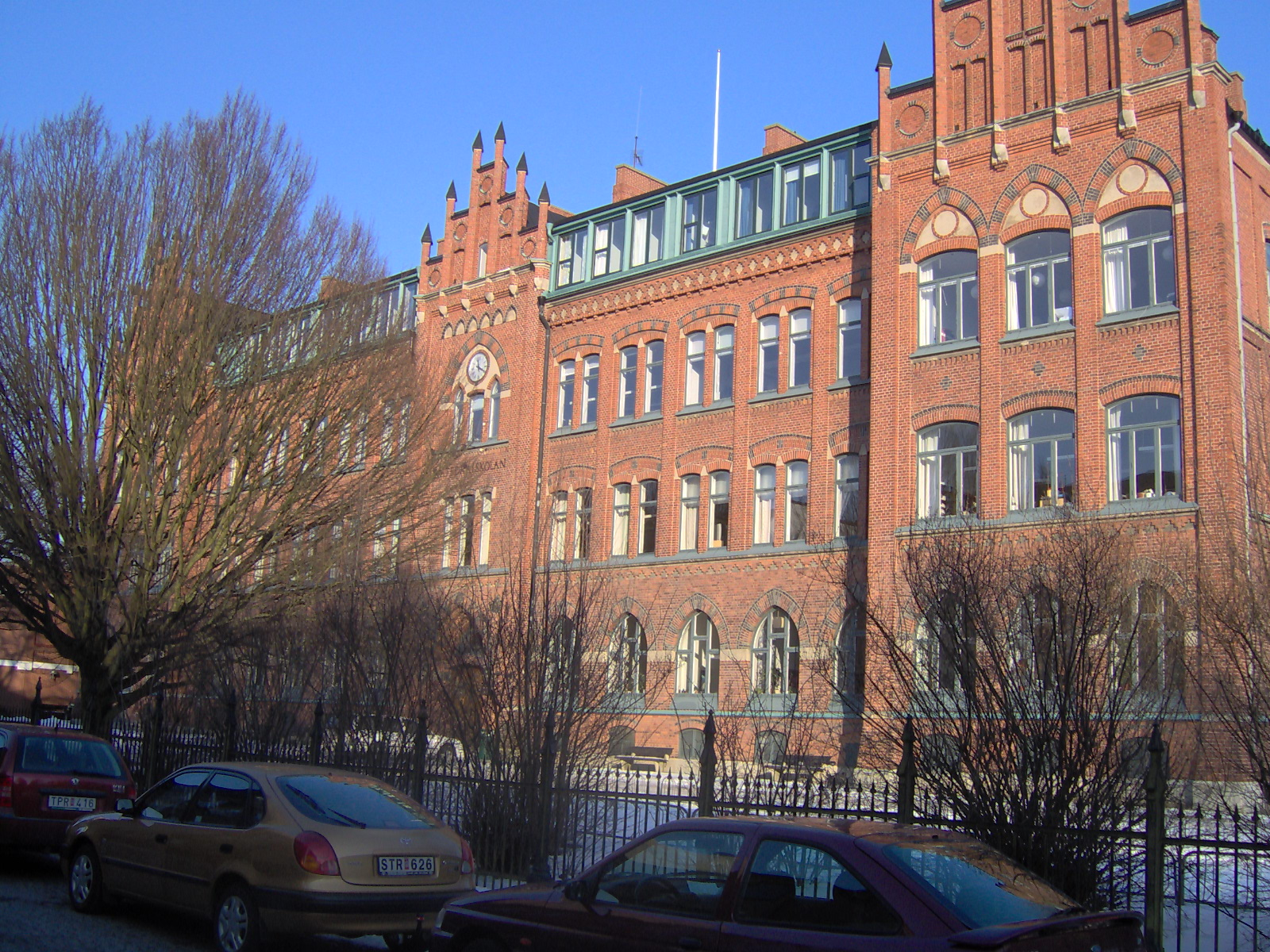
Katedralskolan, nová budova (do roku 1837 sídlila poblíž kadrály)
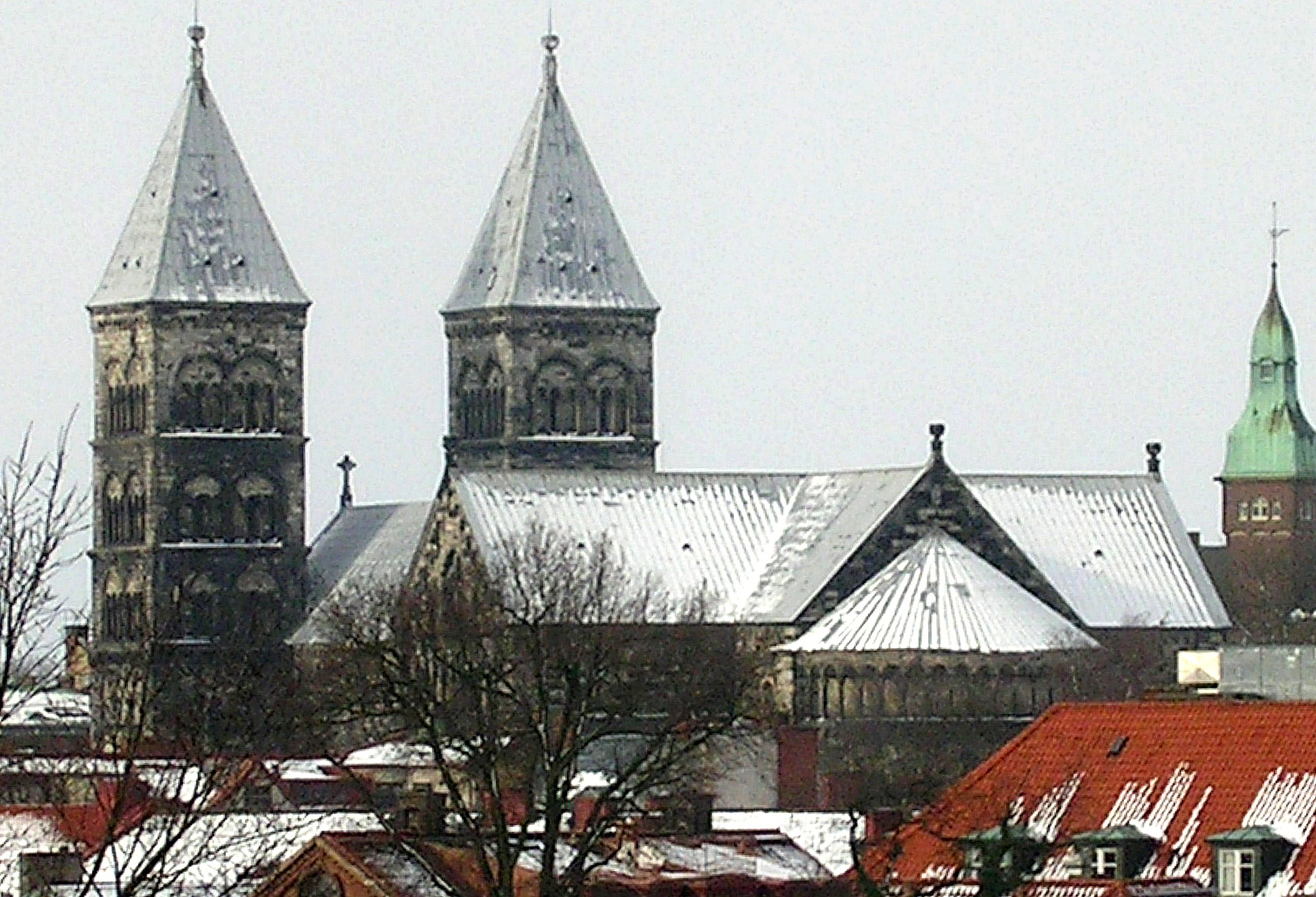
Domkyrkan ve své poslední podobě
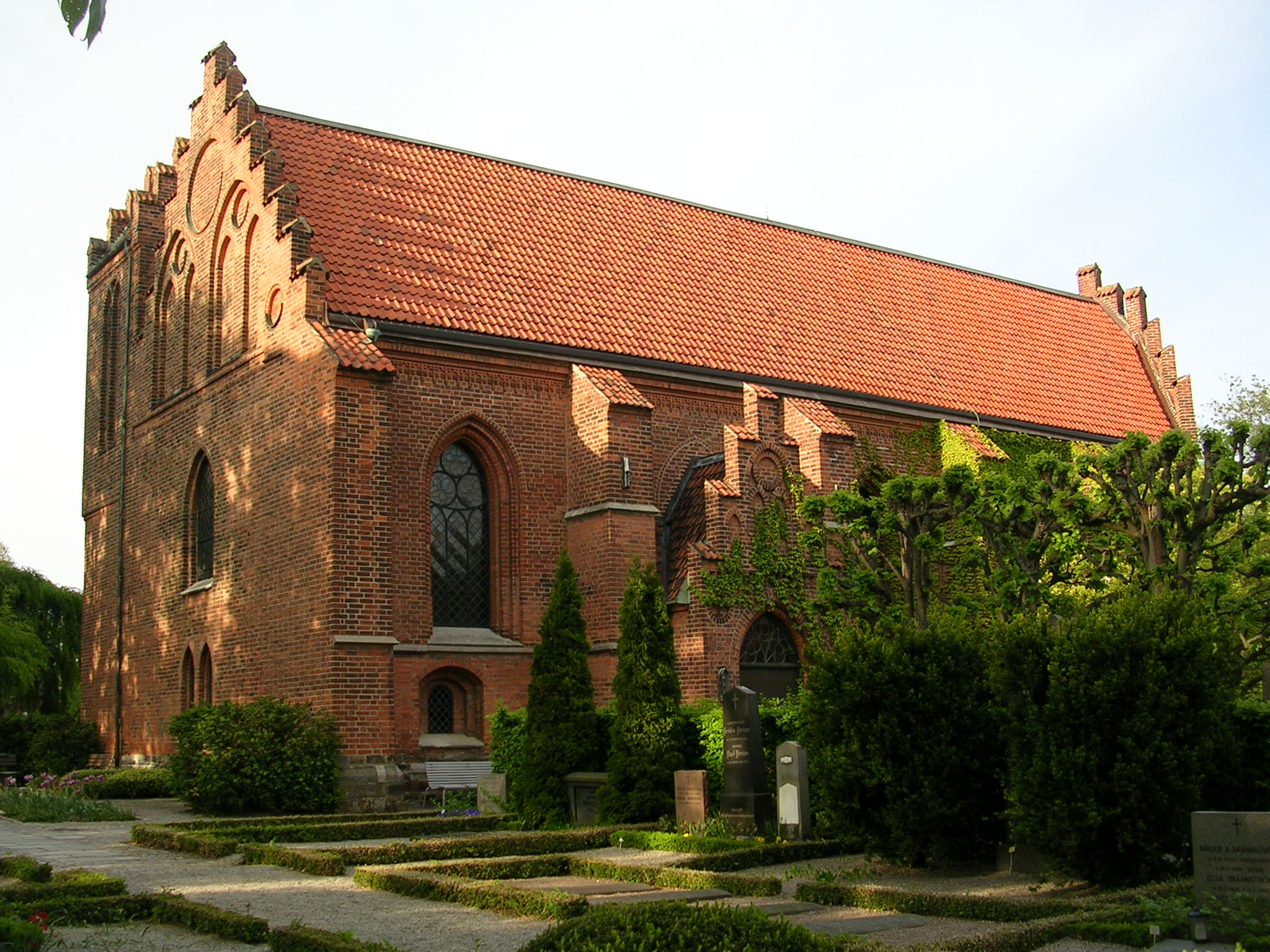
Klosterkyrkan
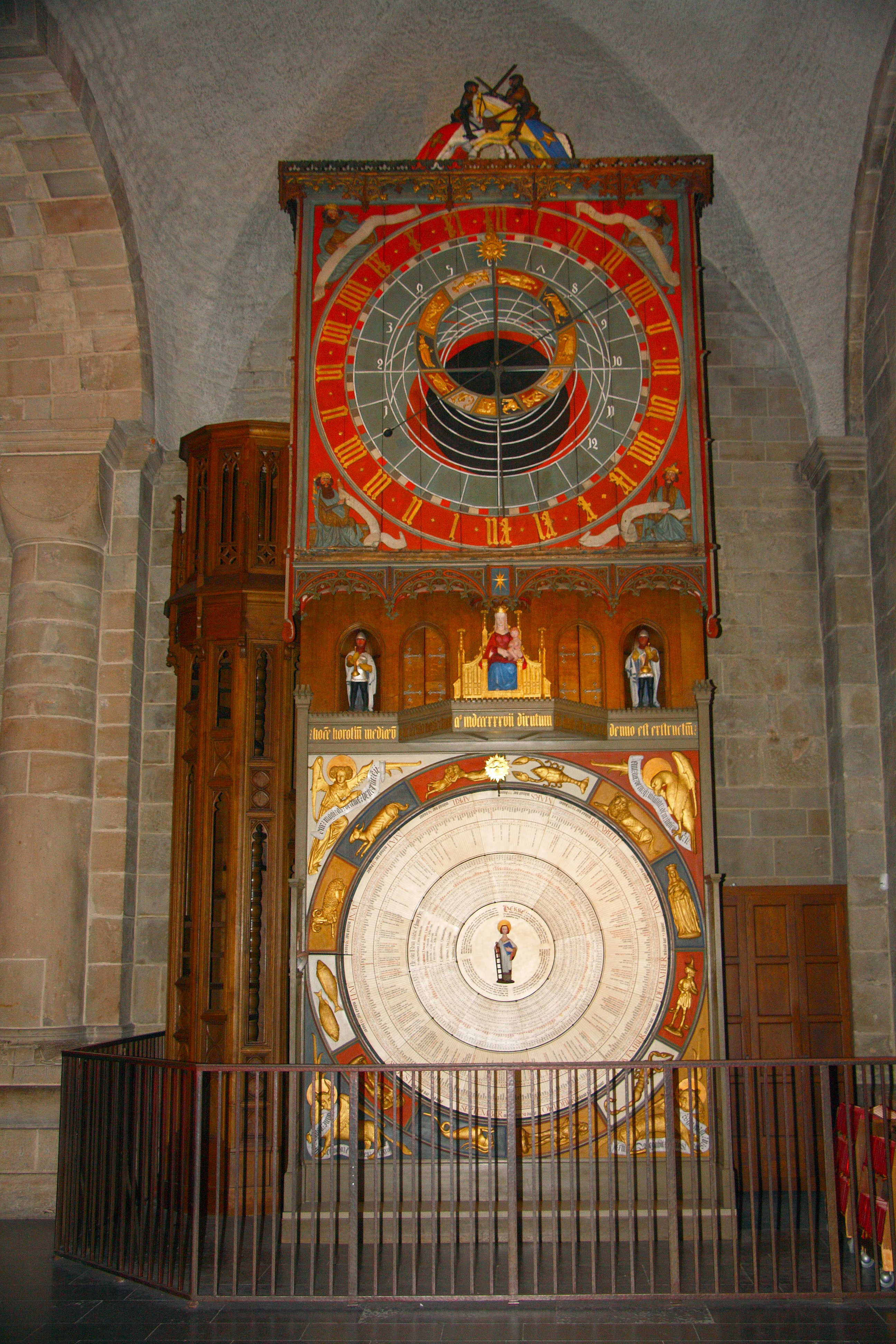
Orloj Lundské katedrály
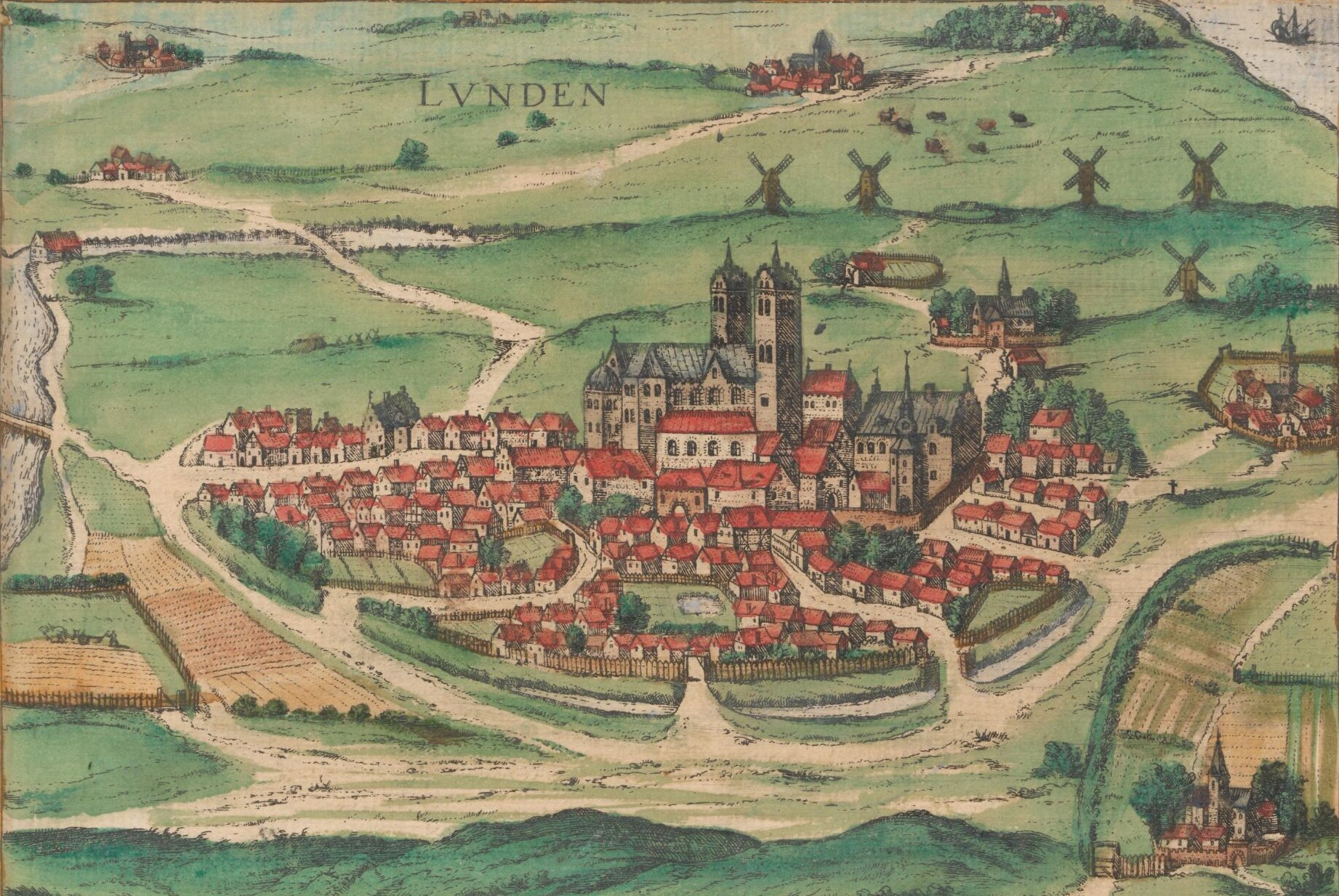
Lund počátkem 16. st.